# Sân bay quốc tế Rogue Valley Medford
Sân bay quốc tế Rogue Valley Medford (IATA: MFR, ICAO: KMFR) là một sân bay công cộng nằm cách trung tâm  Medford 5 km về phía Bắc ở Quận Jackson, Oregon, Hoa Kỳ. Ngoài phục vụ Hạt Jackson ra, sân bay này còn phục vụ các hạt lân cận ở Tây Nam Oregon.  Cơ quan quản lý sân bay này là Cục hàng không Hạt Jackson.

## Trang thiết bị
Sân bay này có diện tích 989 mẫu và có một đường cất hạ cánh:
- Đường cất hạ cánh 14/32: 8.853 x 150 ft. (2.682 x 46 m), bề mặt: Asphalt

Sân bay này đang được nâng cấp với việc xây dựng mới một nhà ga rộng 100.000 ft vuông và một đài kiểm soát không lưu mới.

## Các hãng hàng không và các điểm đến
- Alaska Airlines
  - Horizon Air (Eugene, Los Angeles, Portland (OR), Seattle/Tacoma)
- Allegiant Air (Las Vegas)
- Delta Air Lines
  - Delta Connection operated by SkyWest (Salt Lake City)
- United Airlines
  - United Express operated by SkyWest (Denver, Eugene, Portland (OR), San Francisco)
- US Airways
  - US Airways Express operated by Mesa Airlines (Las Vegas, Phoenix)